# Placonotus gladiator
Placonotus gladiator is een keversoort uit de familie dwergschorskevers (Laemophloeidae). De wetenschappelijke naam van de soort werd in 1995 gepubliceerd door Oldfield Thomas.